# Центр противодействия дезинформации (Украина)
Центр противоде́йствия дезинформа́ции (укр. Центр протидії дезінформації) — рабочий орган Совета национальной безопасности и обороны Украины, образован в соответствии с решением Совета национальной безопасности и обороны Украины от 11 марта 2021 года «Про створення Центру протидії дезінформації», введённого в действие Указом Президента Украины от 19 марта 2021 г. № 106.
Центр обеспечивает осуществление мер по противодействию текущим и прогнозируемым угрозам национальной безопасности и национальным интересам Украины в информационной сфере, обеспечения информационной безопасности Украины, выявления и противодействия дезинформации, эффективного противодействия пропаганде, деструктивным информационным воздействиям и кампаниям, предотвращения попыток манипулирования общественным мнением.

## История
Образован 11 марта 2021 года. Является органом Совета национальной безопасности и обороны Украины.
2 апреля указом президента Владимира Зеленского руководительницей Центра назначена Полина Лысенко, которая в 2015—2019 годах занимала должность помощницы первого заместителя директора Национального антикоррупционного бюро Украины, а в 2019—2020 годах работала в Офисе Генерального прокурора.
Центр начал свою работу 6 апреля 2021 года.
7 мая 2021 года Президент своим указом № 187/2021 утвердил Положение, которым установил, что Центр подчиняется Совету национальной безопасности и обороны Украины, общее направление и координацию его деятельности осуществляет секретарь СНБО; численность работников Центра составляет 52 человека. Упомянутое положение также определило понятие, задачи, функции и основные права и обязанности Центра.
19 августа 2021 года руководитель Центра Полина Лысенко ушла в декретный отпуск, а обязанности руководителя Центра были возложены на её первого заместителя Андрея Шаповалова.
20 апреля 2023 года Президент Украины Владимир Зеленский своим указом №233/2023 уволил Полину Лысенко с должности руководителя Центра противодействия дезинформации согласно поданному заявлению .

## Цель
Центр противодействия дезинформации осуществляет работу в направлениях военной сферы, борьбе с преступностью и коррупцией, внутренней и внешней политике, экономики, инфраструктуры, экологии, здравоохранения, социальной сферы и научно-технологическом направлении. Но основное внимание уделено противодействию распространения дезинформации в Интернете и медиа. Центр не имеет карательных функций за дезинформацию и не сможет применять санкции, но может вносить представления в СНБО по определенным нарушениям.

## Основные задания
Основными задачами Центра являются:
1) Проведение анализа и мониторинга событий и явлений в информационном пространстве Украины, состояния информационной безопасности и присутствии в мировом информационном пространстве;
2) Выявление и изучение текущих и прогнозируемых угроз информационной безопасности Украины, факторов, влияющих на их формирование, прогнозирование и оценка последствий для безопасности и национальных интересов Украины;
3) Обеспечение Совета национальной безопасности и обороны Украины, Председателя Совета национальной безопасности и обороны Украины информационно-аналитическими материалами по вопросам обеспечения информационной безопасности Украины, выявления и противодействия дезинформации, эффективного противодействия пропаганде, деструктивным информационным воздействиям и кампаниям, предотвращения попыток манипулирования общественным мнением;
4) Подготовка и внесение Совету национальной безопасности и обороны Украины, Председателю Совета национальной безопасности и обороны Украины предложений по:
определению концептуальных подходов в сфере противодействия дезинформации и деструктивным информационным воздействиям и кампаниям;
координации деятельности и взаимодействия органов исполнительной власти по вопросам национальной безопасности в информационной сфере, обеспечения информационной безопасности, выявления и противодействия дезинформации, эффективного противодействия пропаганде, деструктивным информационным воздействиям и кампаниям, предотвращения попыток манипулирования общественным мнением;
осуществление системных мер, направленных на усиление возможностей субъектов сектора безопасности и обороны, других государственных органов для обеспечения информационной безопасности, выявления и противодействия дезинформации, эффективного противодействия пропаганде, деструктивным информационным воздействиям и кампаниям, предотвращения попыток манипулирования общественным мнением, развития национальной инфраструктуры в соответствующей сфере;
усовершенствование системы правового и научного обеспечения информационной безопасности, выявление и противодействие дезинформации, эффективного противодействия пропаганде, деструктивным информационным воздействиям и кампаниям, предотвращение попыток манипулирования общественным мнением;
5) Участие в развитии системы стратегических коммуникаций, организации и координации мероприятий по её развитию;
6) Участие в разработке и реализации Стратегии информационной безопасности Украины, осуществлении анализа состояния её реализации, в частности, по вопросам эффективности мероприятий по противодействию дезинформации;
7) Участие в создании интегрированной системы оценки информационных угроз и оперативное реагирование на них;
8) Разработка методологии выявления угрожающих информационных материалов манипулятивного и дезинформационного характера;
9) Содействие взаимодействию государства и институтов гражданского общества по противодействию дезинформации и деструктивным информационным воздействиям и кампаниям, организация и участие в информационно-просветительских мероприятиях по вопросам повышения медиа-грамотности общества;
10) Изучение, обобщение и анализ опыта других государств и международных организаций по противодействию дезинформации и подготовка предложений по его использованию в Украине;
11) Участие в определении приоритетов привлечения международной технической помощи по вопросам обеспечения информационной безопасности, выявления и противодействия дезинформации, эффективного противодействия пропаганде, деструктивным информационным воздействиям и кампаниям, предотвращения попыток манипулирования общественным мнением.

## Критика
В июле 2022 года Центр противодействия дезинформации опубликовал список лиц, обвиняемых в распространении сообщений, схожих с российской пропагандой. Журналист Гленн Гринвальд, включённый в список, назвал это «маккартистским идиотизмом», а несколько других лиц из списка отвергли обвинение. Институт ответственного государственного управления Куинси раскритиковал этот список, назвав его ошибкой в отношении демократических ценностей, таких как свобода слова, а также явной попыткой дискредитировать и заставить замолчать политолога Джона Миршаймера и других американских и западных аналитиков, чьи взгляды расходятся с мнением украинского правительства. Список российских пропагандистов был удалён с сайта Центра противодействия дезинформации, но его копия сохранилась в Архиве Интернета.
Питер Геттлер в статье для либертарианского Института Катона отмечает, что создание правительственных учреждений, таких как Центр противодействия дезинформации, для отделения правды от дезинформации является неразумной идеей, поскольку они могут атаковать мнения, не соответствующие точке зрения государства. Геттлер выражает несогласие с включением в чёрный список его коллеги Дуга Бэндоу и подчёркивает, что «создание опрометчивых бюро правды и дезинформации, а также несправедливое очернение выдающихся учёных» не способствуют улучшению репутации Украины. Он призвал Киев отказаться от обвинений и извиниться.